# Mano Ryoji
Ryoji Mano (sinh ngày 12 tháng 10 năm 1990) là một cầu thủ bóng đá người Nhật Bản.

## Sự nghiệp câu lạc bộ
Ryoji Mano đã từng chơi cho FC Machida Zelvia, Azul Claro Numazu và Fujieda MYFC.